# Bodrogszentes
Bodrogszentes (szlovákul: Svätuše, korábban Plešany) község Szlovákiában, a Kassai kerület Tőketerebesi járásában.

## Fekvése
Királyhelmectől 4 km-re, nyugatra található.

## Története
1245-ben „Scuntes” néven említik először. Már ekkor állt a Mindenszentek tiszteletére szentelt, római katolikus temploma. 1423-ban 37 lakott és 12 üres portát számoltak össze a faluban. Birtokosai többek között a Csapi, Kerecsenyi és Csicseri családok voltak. 1541–1548-ban már csak 5-18 lakott portája létezett. A 17. században a Balassa, Sennyey, Vécsey és Dőry családok birtoka.
1796-ban Vályi András ezt írja róla: „SZENTES. Magyar falu Zemplén Várm. földes Urai Gr. Sennyei, és több Urak, lakosai katolikusok, és többen reformátusok, fekszik Nagy-Kövesdhez közel, Véke, Nagy Gereshez sem meszsze; határja 2 nyomásbéli, jó fekete nyirok a’ szántóföldgye, réttye apró szénát termő, szép sík mező az egész határja, erdeje nints, szőleje kevés, tseresznyéből több hasznot vesznek, mint borokból; a’ helység felett van egy hegy, mellyben olly lapos kövek vannak, hogy minden faragás nélkűl padlázatra lehet fordítani; határos vele Keresztúr nevű puszta, melly a’ Leleszi Uradalomhoz tartozik, van szép erdeje, gyékényes és nádas tava is; határos vele ismét Abaháza puszta is, mellyet a’ Szentesi lakosok, mint határokban lévőt szántyák, és használlyák.”
Fényes Elek 1851-ben kiadott geográfiai szótárában így ír a faluról: „Szentes, magyar falu, Zemplén vmegyében, Király-Helmecz fiókja, 82 kath., 659 ref., 56 zsidó lak., ref. anyatemplommal. Szántófölde 841 h. F. u. többen. Ut. p. Ujhely.” A 19. század végén pusztított filoxérajárvány elszegényítette a főként szőlőtermelésből élő községet.
Borovszky Samu monográfiasorozatának Zemplén vármegyét tárgyaló része szerint: „Bodrogszentes, kisközség a Bodrogközben, 175 házzal és 939 református vallású magyar lakossal. Körjegyzőségi székhely. A postája és a távírója Királyhelmeczen van, a vasúti állomása pedig Perbenyiken. A Szentesi, másként Makó család ősi fészke. 1377-ben Zenthesi Makó fia Pálé, kinek fiágon magva szakadván, női ágon 1411-ben a Csapiak, 1423-ban a Kerecsényiek osztozkodnak rajta, 1438-ban pedig a Csicseriek és a vele osztályos családok. 1444-ben Pike Balázs az ura. 1453-ban ismét egy Makó nevű ura bukkan fel, de egy évvel később Eszenyi (Ezen) Istvánt iktatják egyes részeibe. 1465-ben Bacskai István és Tárkányi István, 1493-ban Czékei János és a Zétényiek, 1499-ben pedig Zenthesi Benedek is birtokosokúl szerepelnek. A XVI. század elején, 1507-ben Semsei Ferenczet iktatják egyes birtokrészeibe, 1550-ben Skaricza Mátyást, 1558-ban SoósJánost, 1580-ban Golopy Gáspárt, 1590-ben Kornis Dorottyát, 1594-ben Rákóczy Zsigmondot és Ferenczet, de az 1598-iki összeírás már ismét más birtokosokat sorol fel, ú. m. Kún Gáspárt, Melith Pált, Anárcsy Istvánt, Bakos Jánost, 'Sennyey Istvánt, Paczoth Ferenczet, Pinkóczy Ferenczet és Herczeg Ferenczet. 1613-ban Paczoth Ferencz özvegye Balassa Anna, 1629-ben 'Sennyey Sándor, 1654-ben a Tárkányiak is birtokosok. 1688-ban a Tárkányi és 'Sennyey részt 'Sennyey III. István kapja. A 'Sennyeyeket 1742-ben a Dőryek követik, de ez a rész 1800-ban ismét a 'Sennyeyeké lesz. 1693-ban Vécsey Sándort is egy rész birtokába iktatják. 1808-ban Szimay Antal kap egy részre királyi adományt, de vele együtt Bémer Antal is birtokos itt, azután még a báró Ghillányi, Ibrányi, Nemessányi és Gyulay családok. Most gróf Mailáth Józsefnek és NyomárkayJózsefnek van itt nagyobb birtokuk. A község határában, a Pilis-hegyen, valamely nagyobb épületnek a nyomai láthatók, melyet a hajdani szentesi vár maradványainak tartanak. Református temploma ősrégi és előrésze, a toronynyal, román stilben épült. 1423-ban már fönnáll ez a kőtemploma, melynek tornya akkor leomlott. A templom szentélye korai gót stílű s a hajónak külső falában szintén csúcsíves ú. n. "szamárhátú" befalazott ajtó látható. Belsejét 1794-ben újították meg utoljára és karzatját magyaros díszítésű fabetéttel látták el. Szentes közelében fekszik Abaháza-puszta, hajdan község és 1434-ben Palóczi Zsigmond birtoka. 1437-ben Pike Balázs, 1445-ben Csorba András, 1465-ben Bacskai István és Tárkányi István, 1493-ban Czékei János vannak említve birtokosaiként. 1550-ben Skaricza Mátyás, 30 évvel később Golopy Gáspár a birtokosa, de 1629-ben már praedium és 'Sennyey Sándor az ura. Első, ősi birtokosa azonban az Abaházy család volt. A község határában több kőbánya van.”
1920-ig Zemplén vármegye Bodrogközi járásához tartozott. 1938 és 1945 között újra Magyarország része. Kultúrházát 1941. november 8-án avatták fel.

## Népessége
| Év:            | 1994. | 2004.   | 2014.   | 2024.   |
| -------------- | ----- | ------- | ------- | ------- |
| Emberek száma: | 907   | 901     | 828     | 810     |
| Eltérés:       |       | -0,66 % | -8,10 % | -2,17 % |

| Év:            | 2023. | 2024.   |
| -------------- | ----- | ------- |
| Emberek száma: | 799   | 810     |
| Eltérés:       |       | +1,37 % |

1910-ben 966-an, túlnyomórészt magyar anyanyelvűek lakták.
2001-ben 914 lakosából 872 magyar és 33 szlovák volt.
2011-ben 842 lakosából 780 magyar és 41 szlovák volt.
2021-ben 779 lakosából 671 magyar (86,1%), 90 szlovák, 6 cseh, 2 ukrán, 1 egyéb, 9 ismeretlen nemzetiségű volt.

## Gazdasága
- Kőbánya
- Mezőgazdaság

## Híres emberek
- Itt született 1949. október 9-én Kulcsár Ferenc költő, író, esszéíró, publicista, műfordító, szerkesztő.[7]

## Nevezetességei
- A jelenkori református templom építésének pontos ideje ismeretlen, azonban egy 1228-ban íródott oklevél már említi. A román stílusban épített templomot a 15. században egy villámcsapás rombolása után gótikus stílusban átalakították.  A belső, fakazettás, festett mennyezetet és a karzatot a beregi templomok mintájára, az 1794-es felújításkor készítették. A karzat homlokzatán magyar nyelvű festett vers írja le az akkori felújítást. Legutóbb 1907-ben bővítették egy északi apszissal Sztehlo Ottokár tervei szerint. Tornya és kegyúri kara a 13. századból való. A riolitból faragott, román stílusú portálé anyagában és formájában emlékeztet a közeli karcsai temploméra.[8] Tetőszerkezetét 2006-ban újították fel, festett kazettás mennyezetének restaurálási munkálatai 2007-ben kezdődtek.

## Képtár

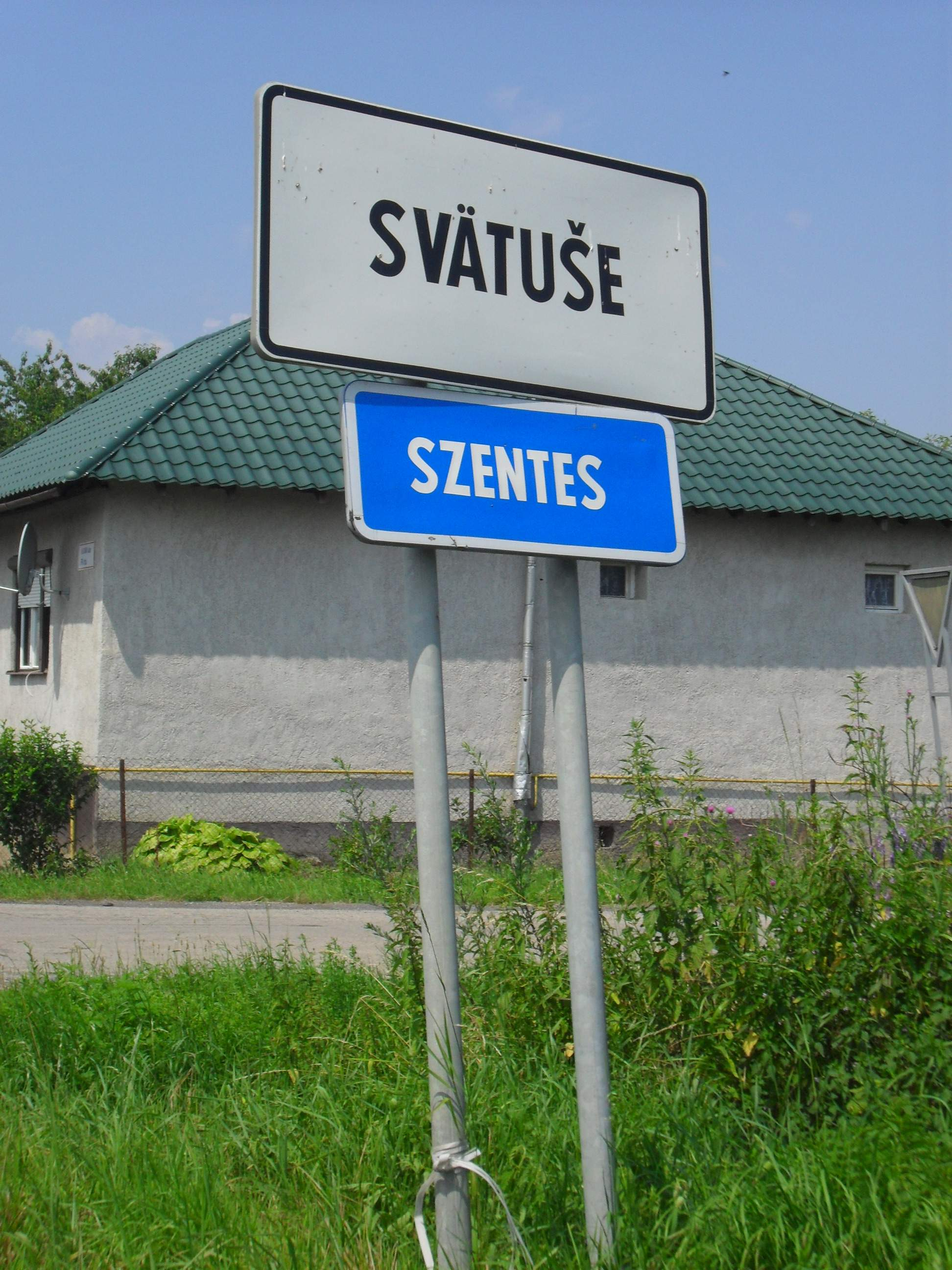
Kétnyelvű helységnévtábla
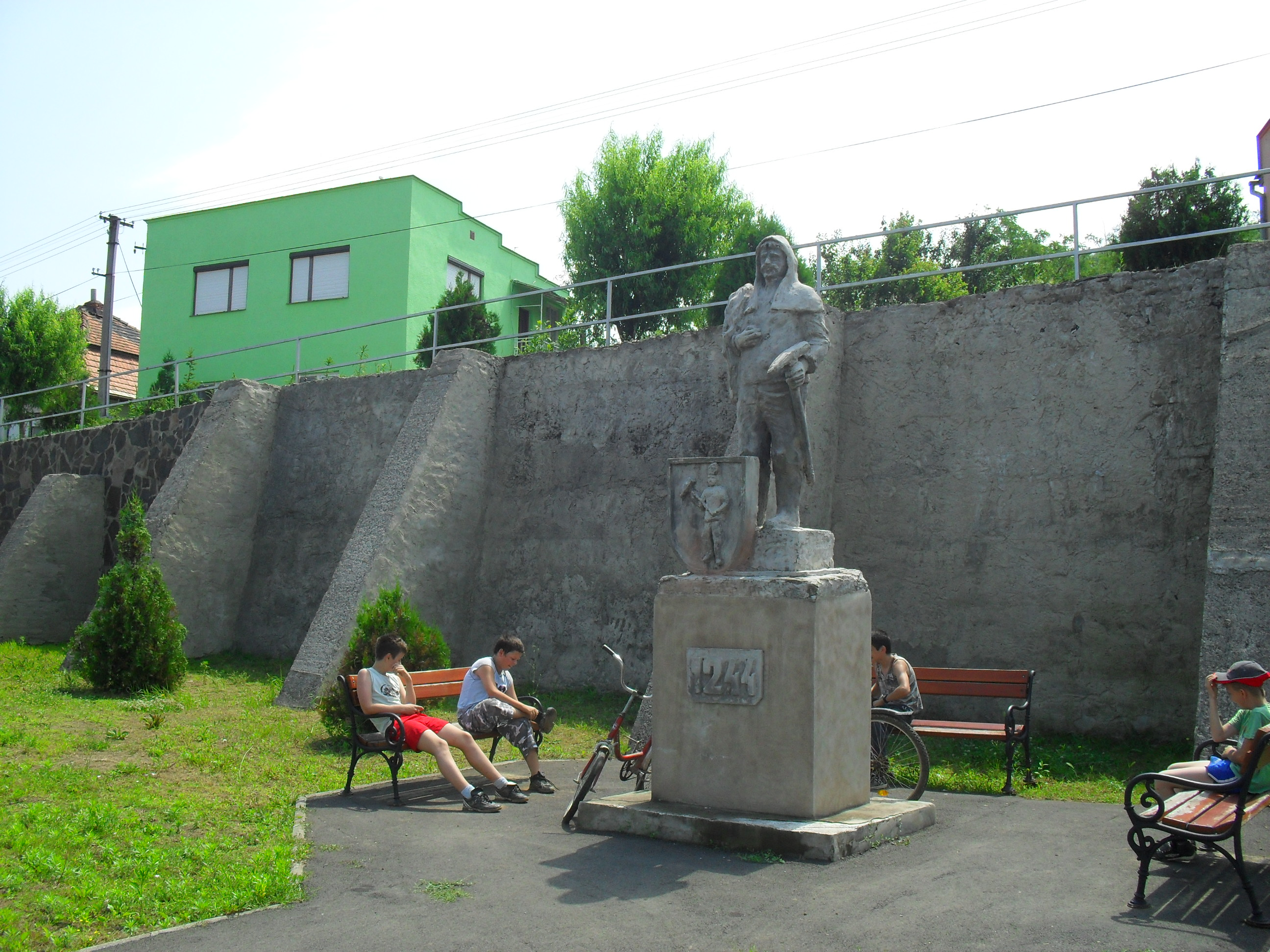
A kőbányászat emlékműve
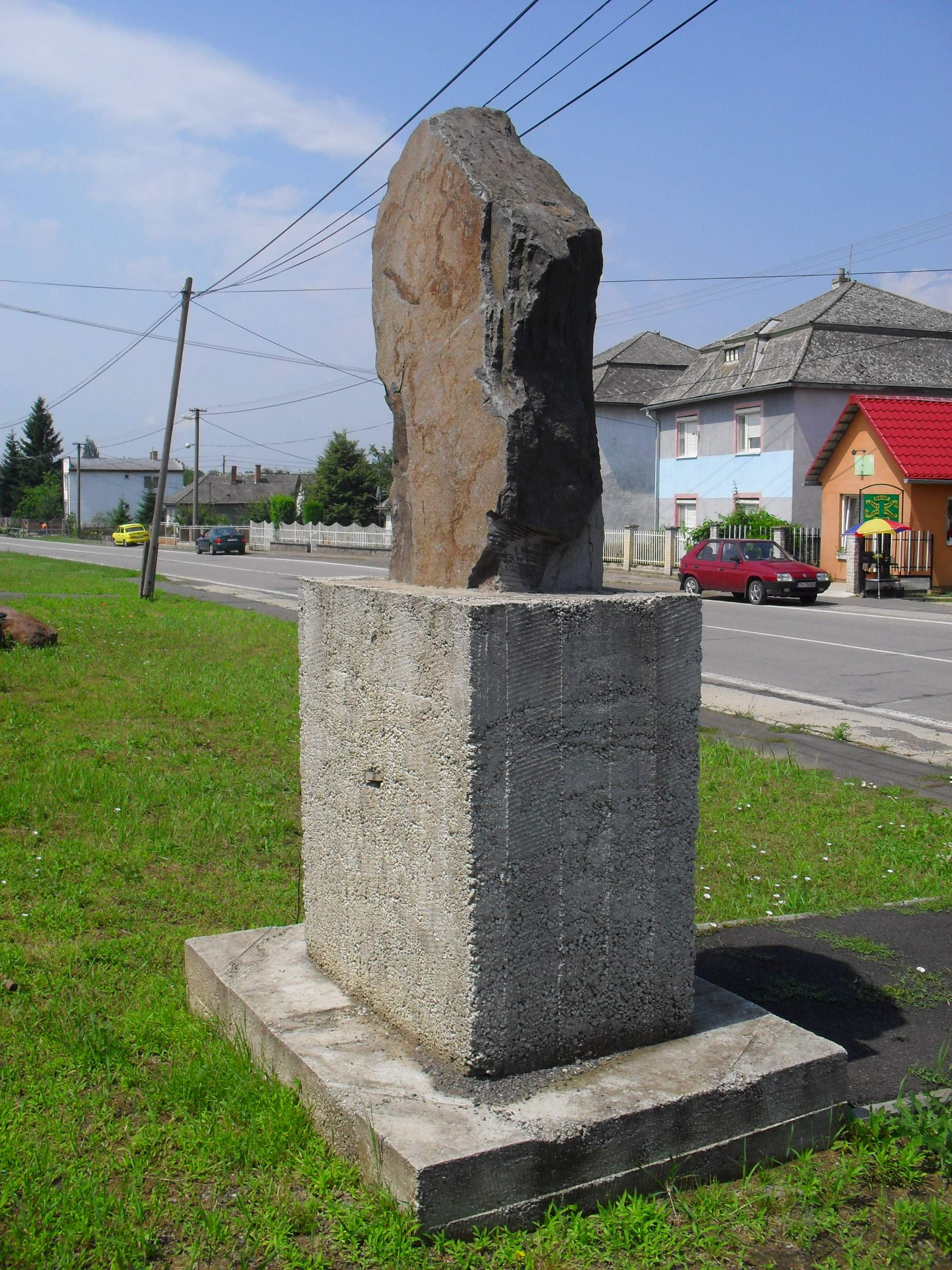
A kőbányászat emlékműve
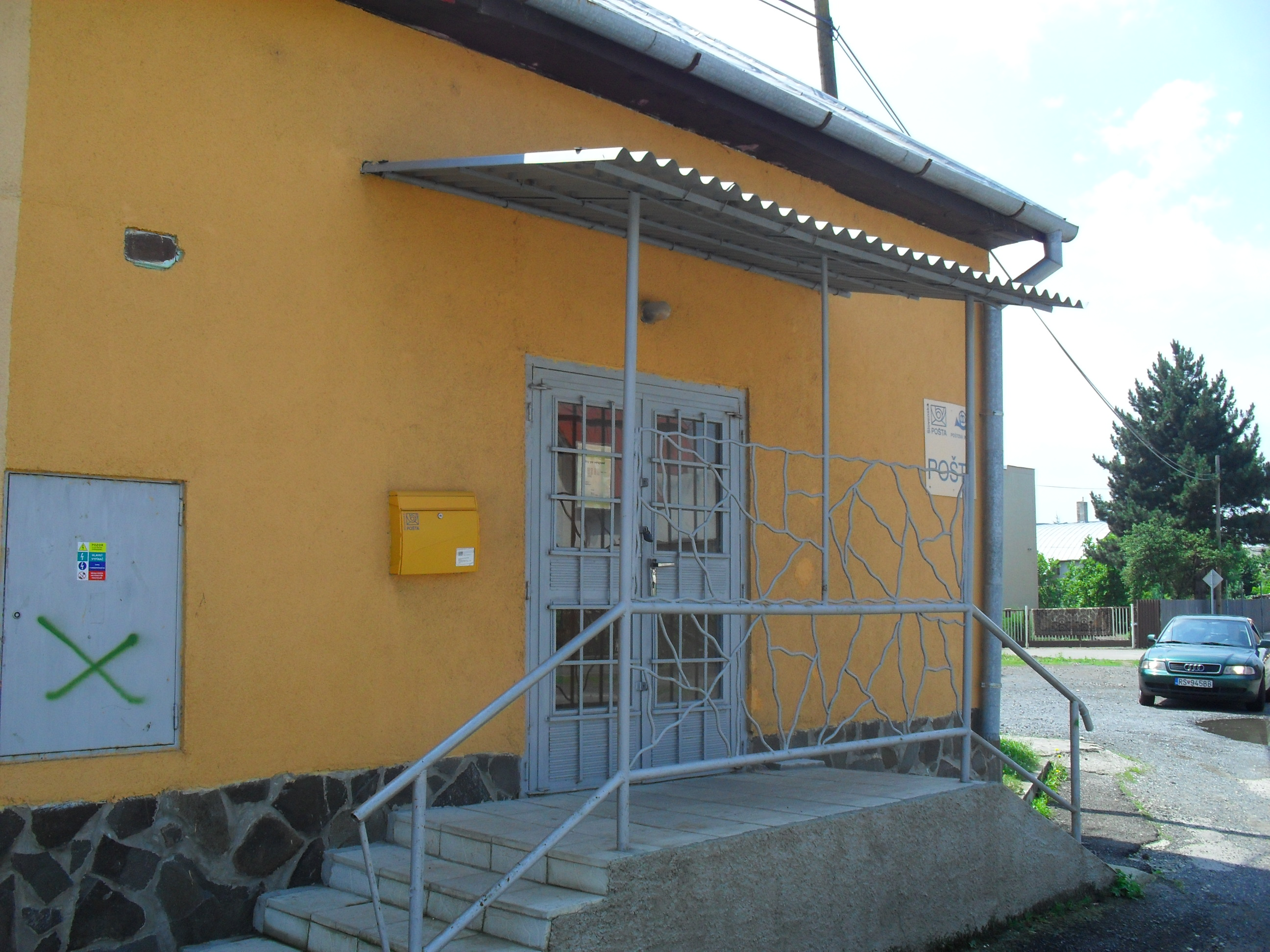
Posta
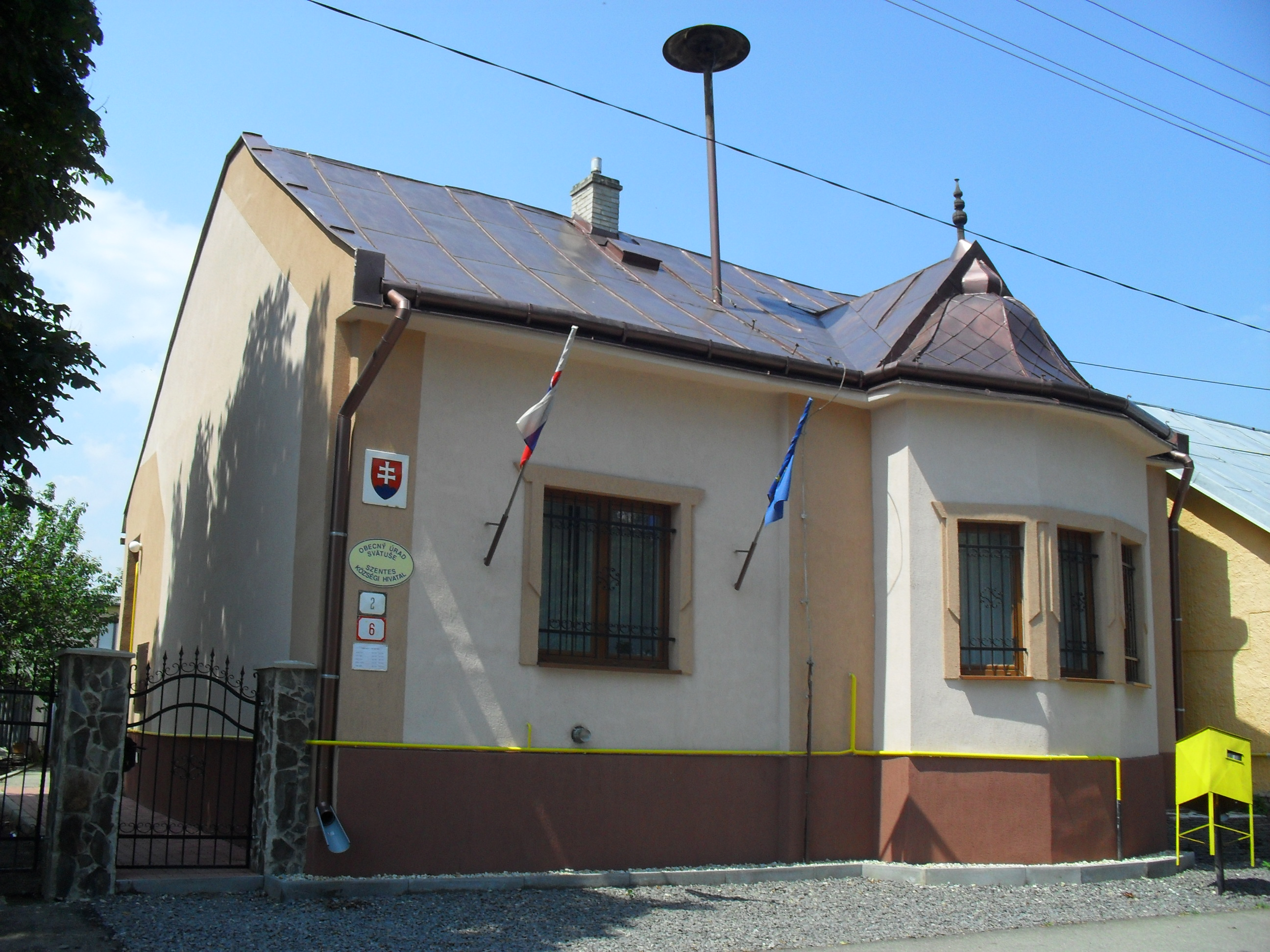
Községi hivatal
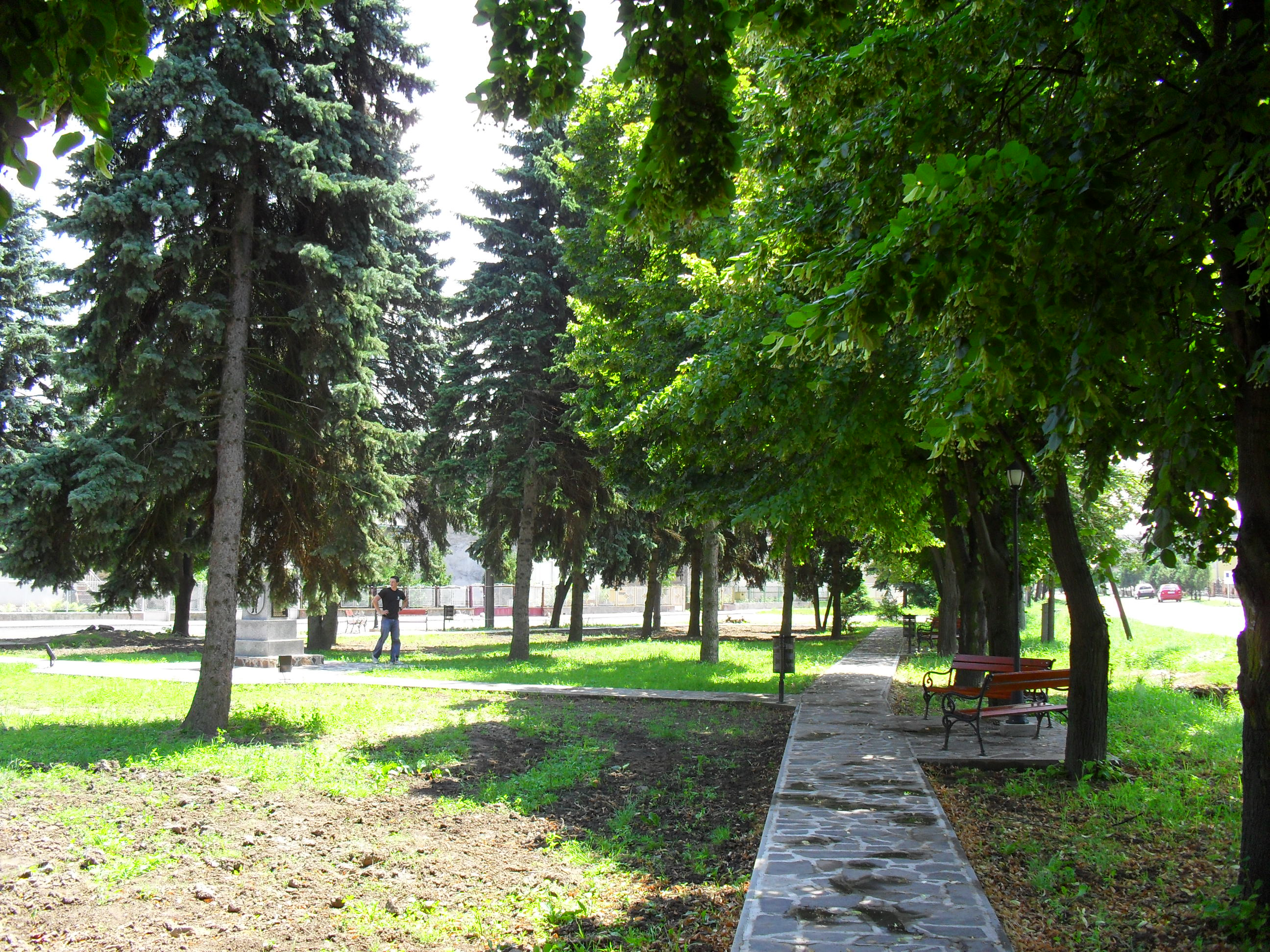
Park
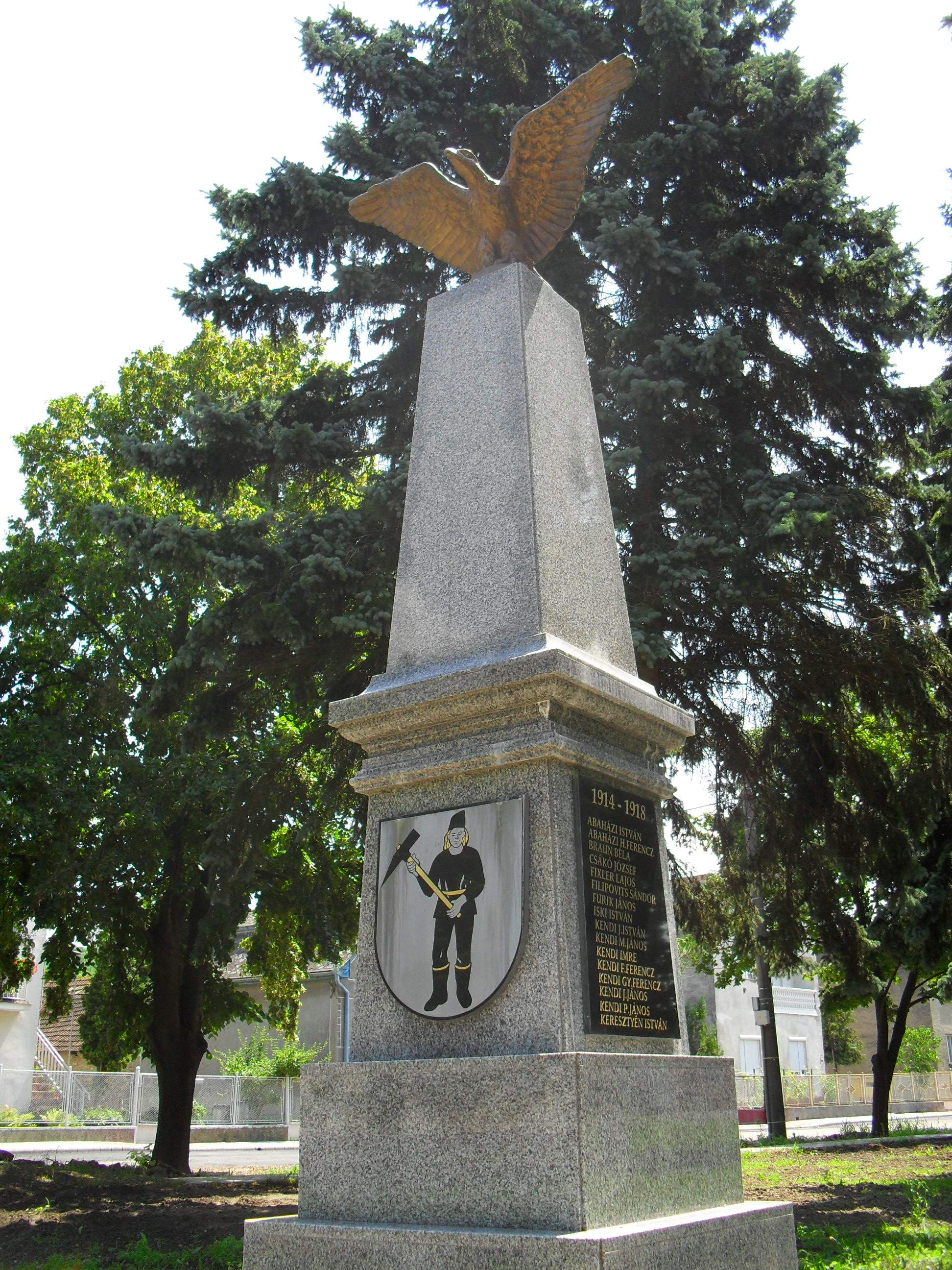
Első világháborús emlékmű
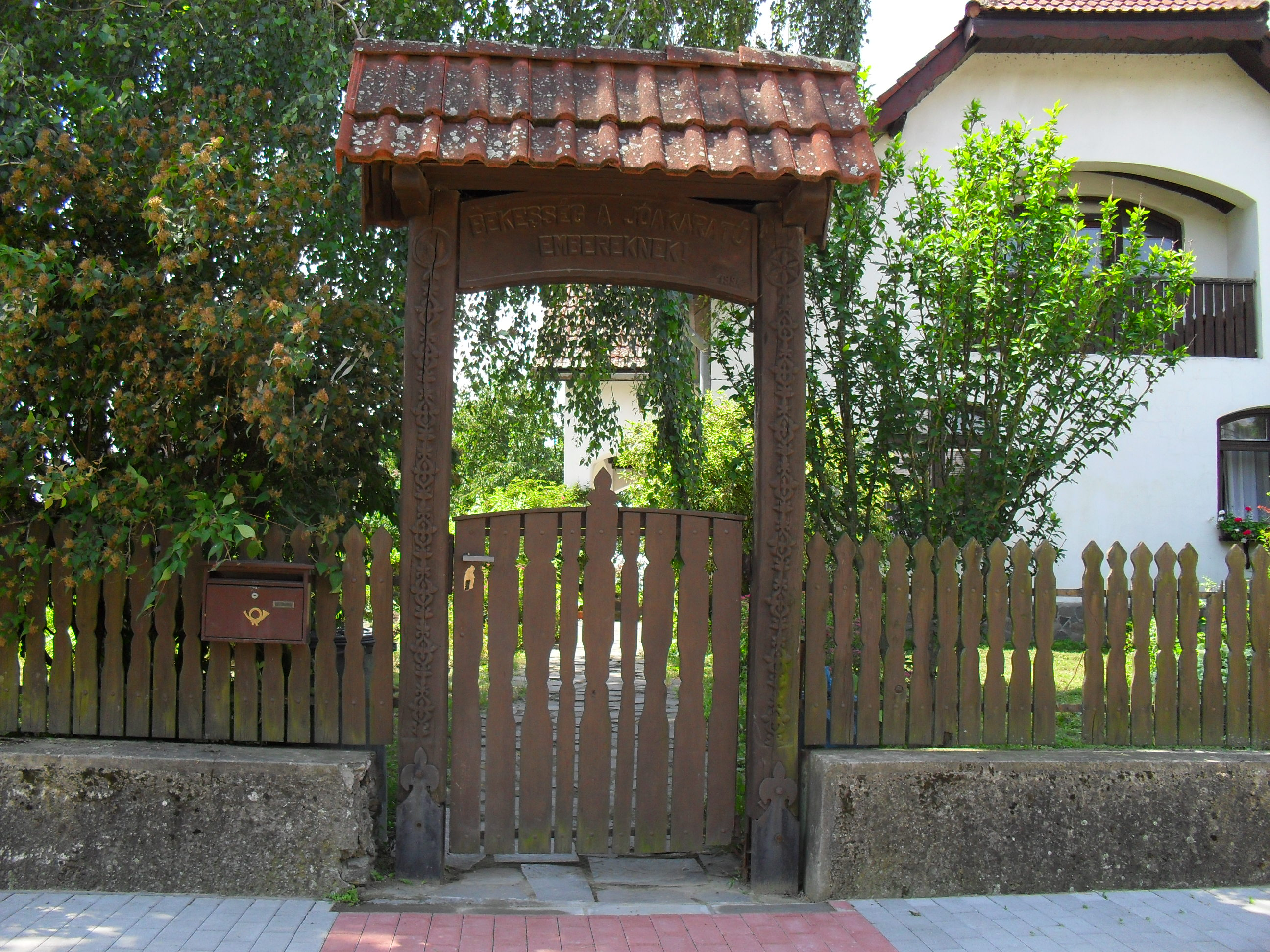
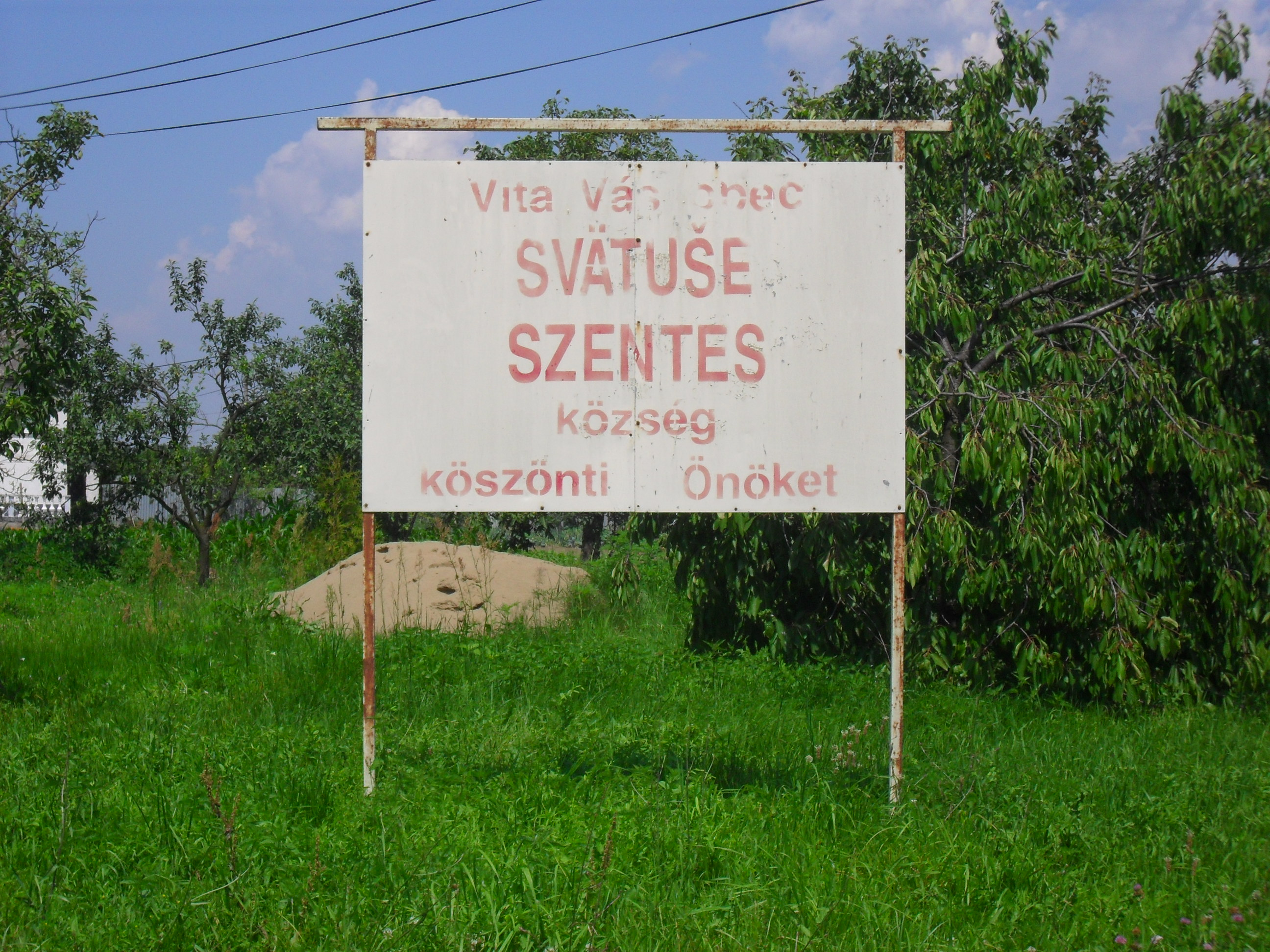
Üdvözlőtábla
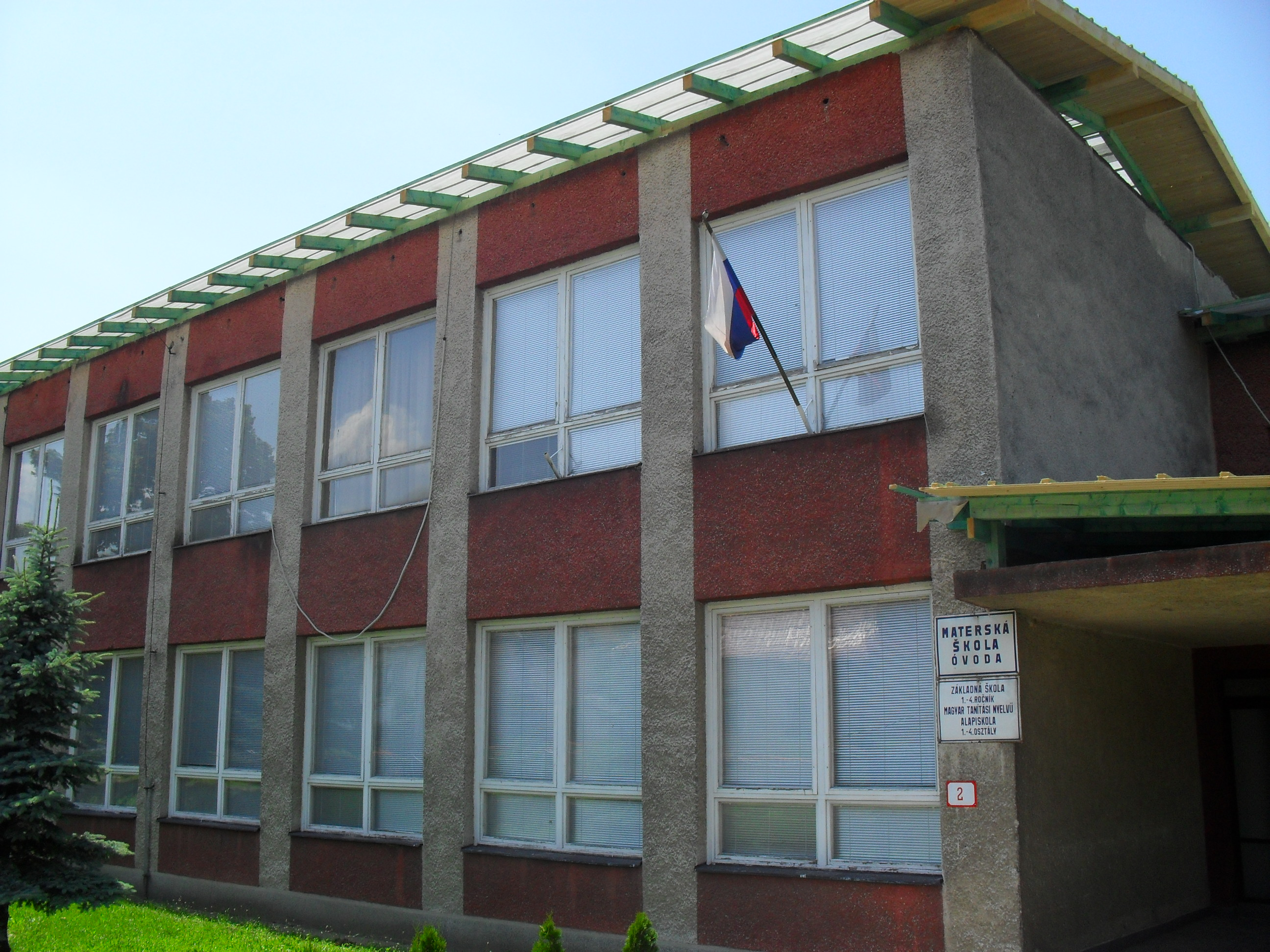
Alapiskola és óvoda
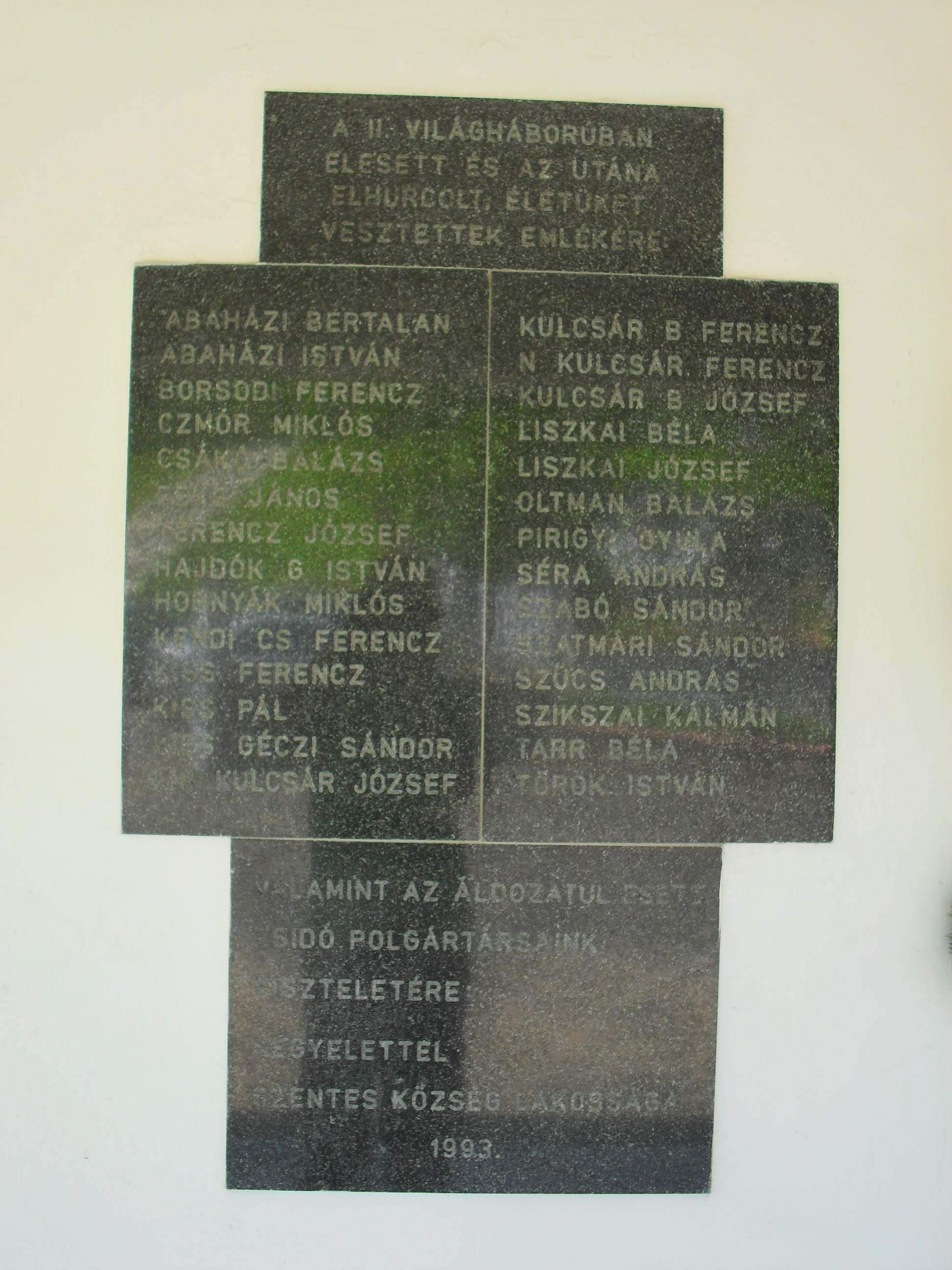
A második világháború áldozatainak emléktáblája
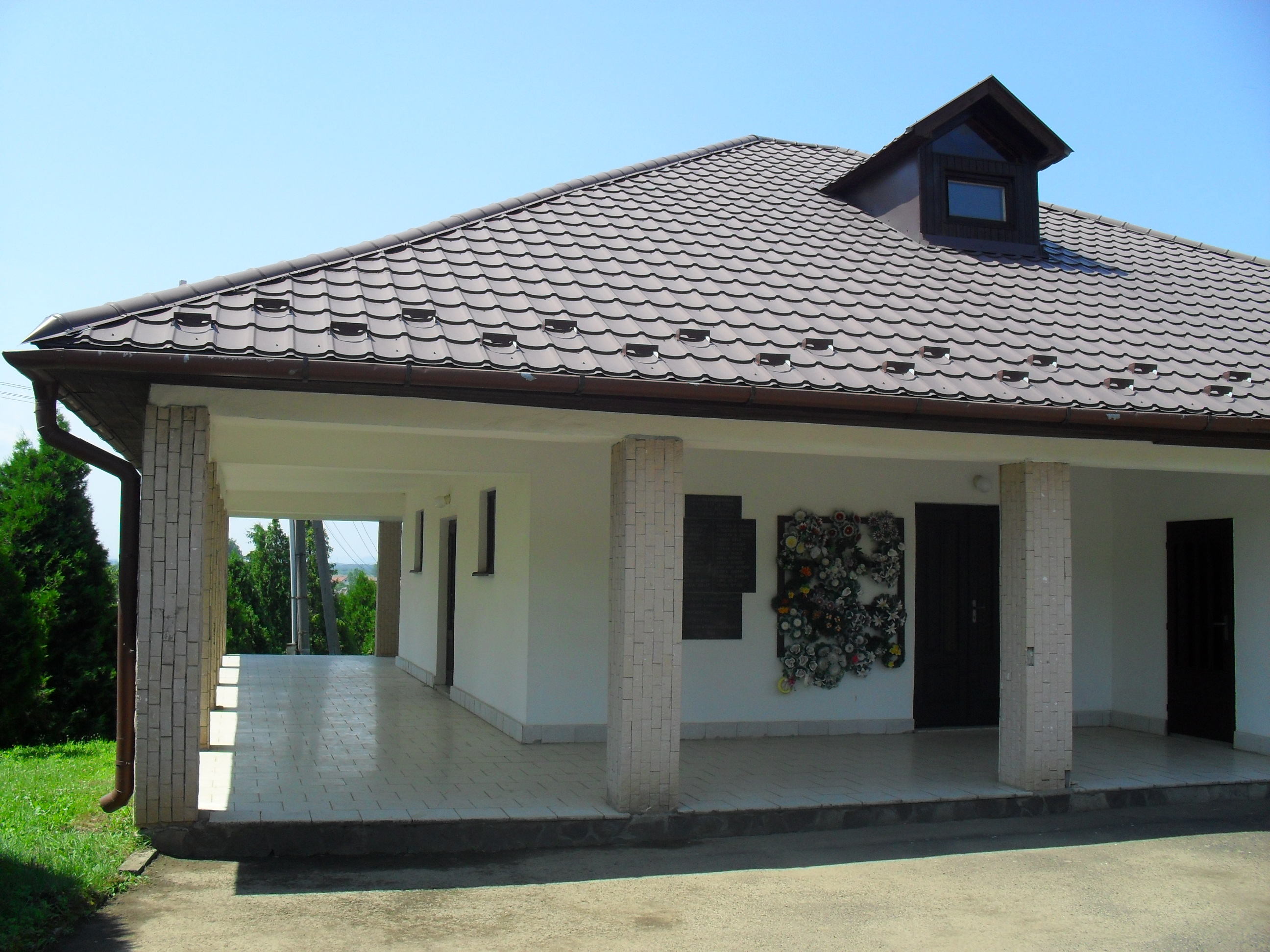
Ravatalozó
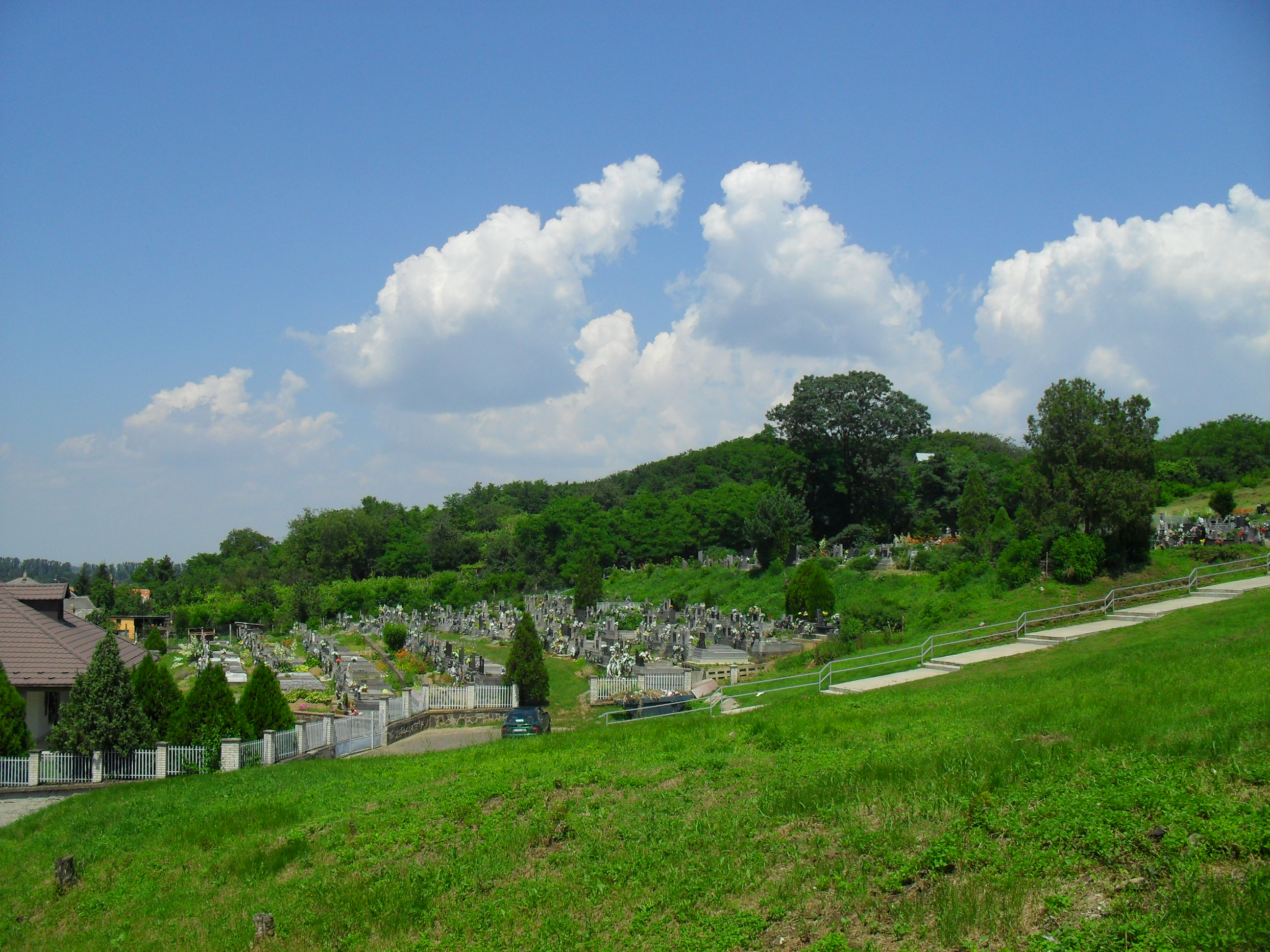
Temető

### Református templom

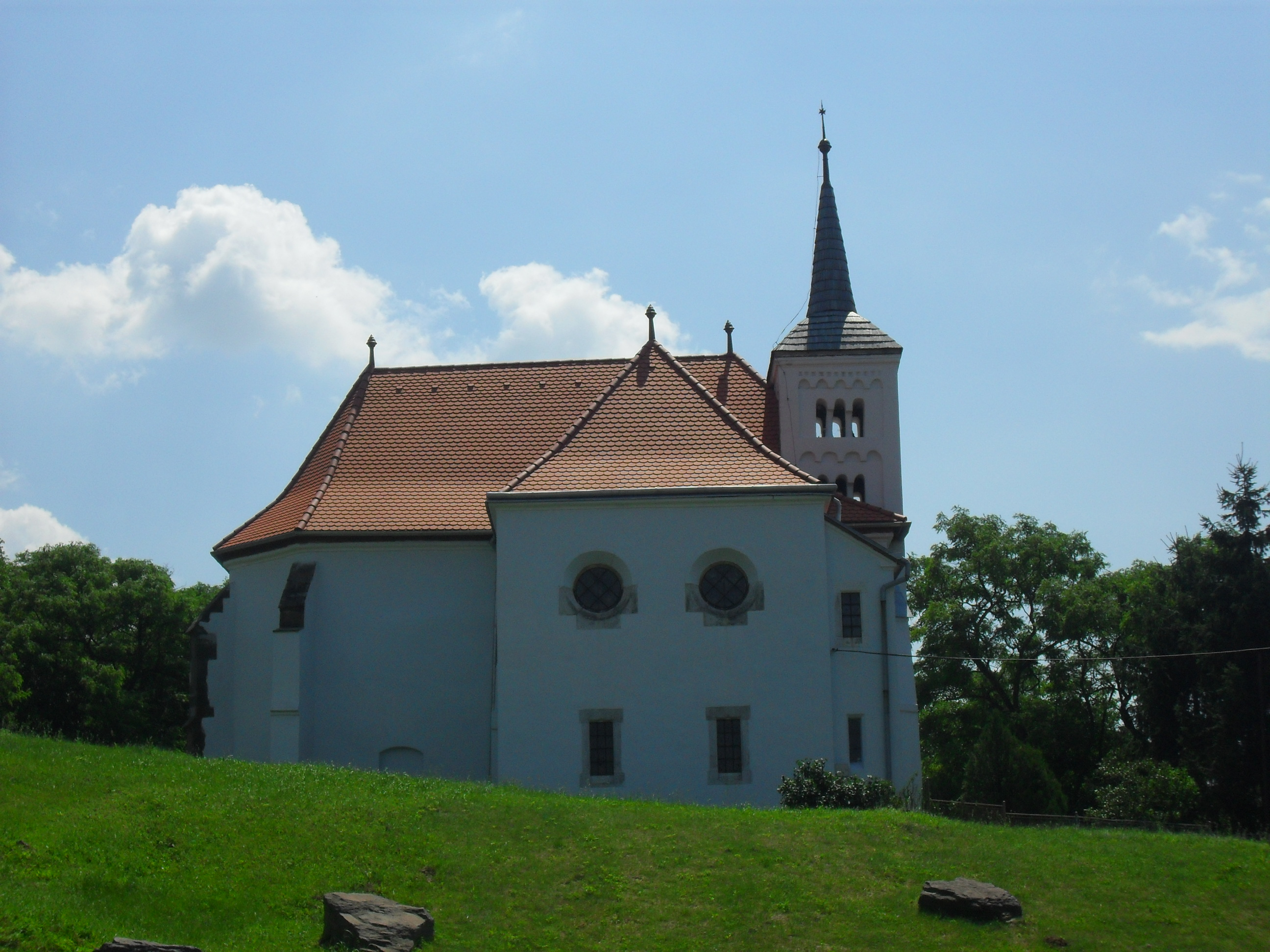
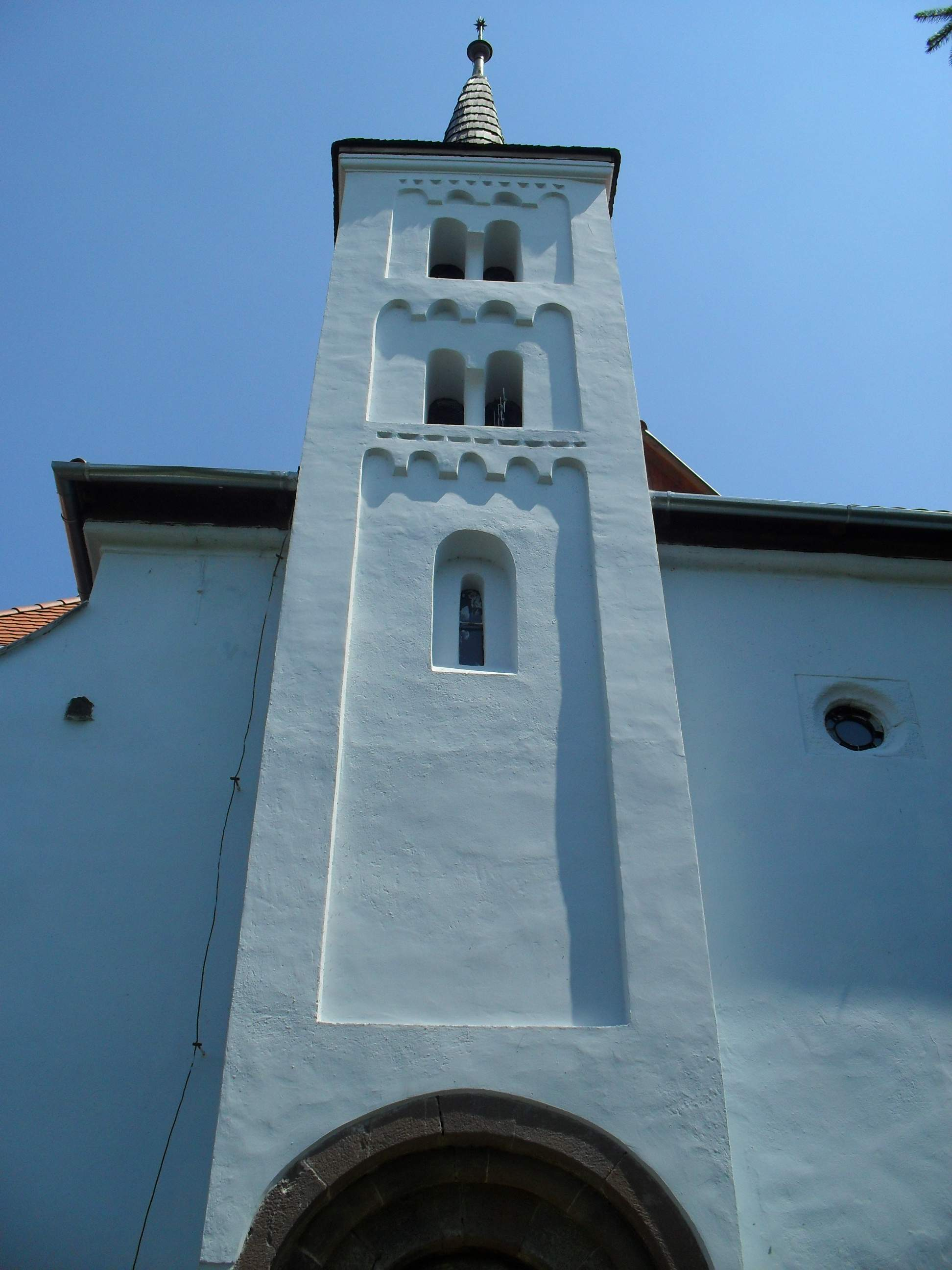
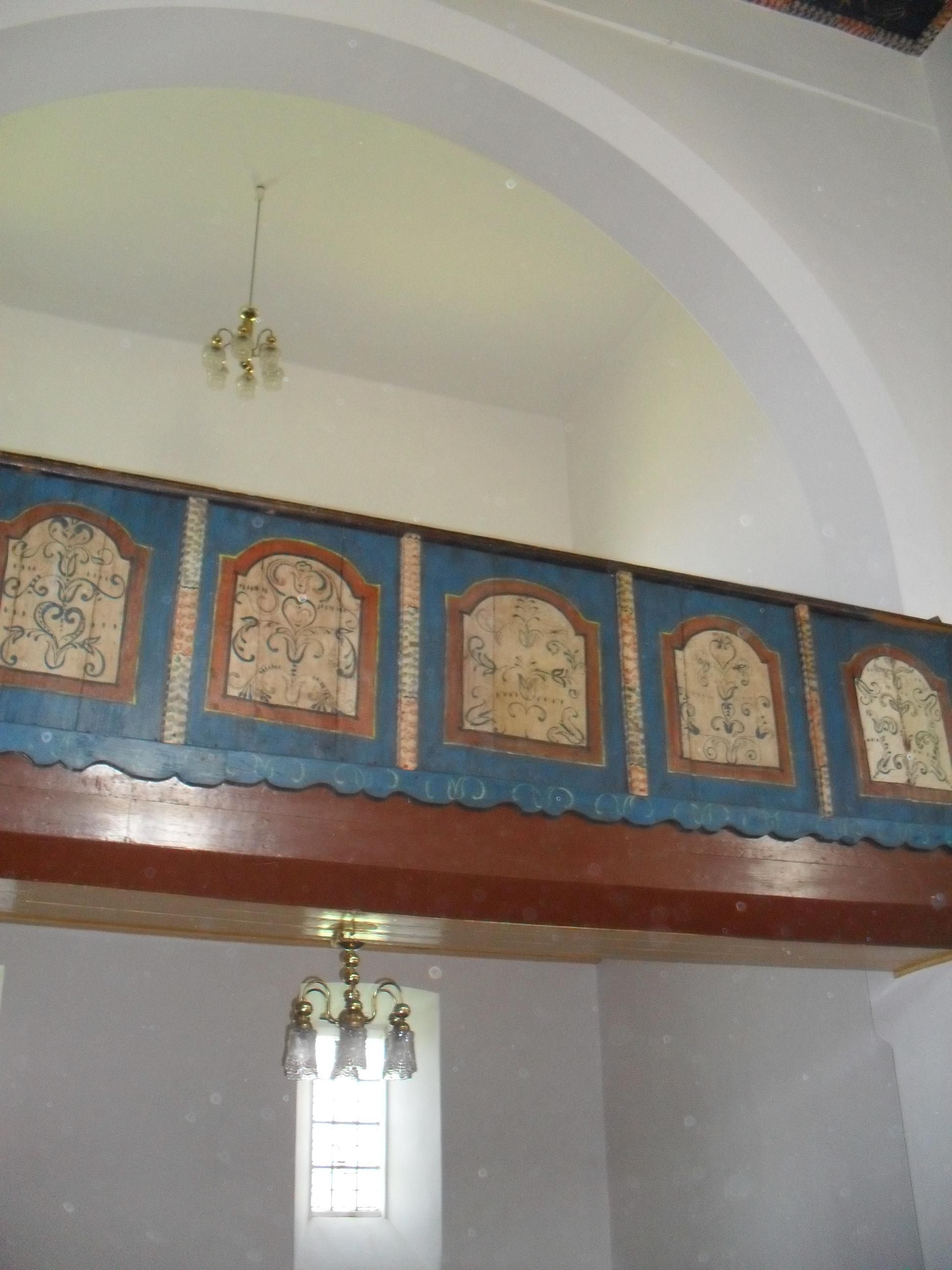
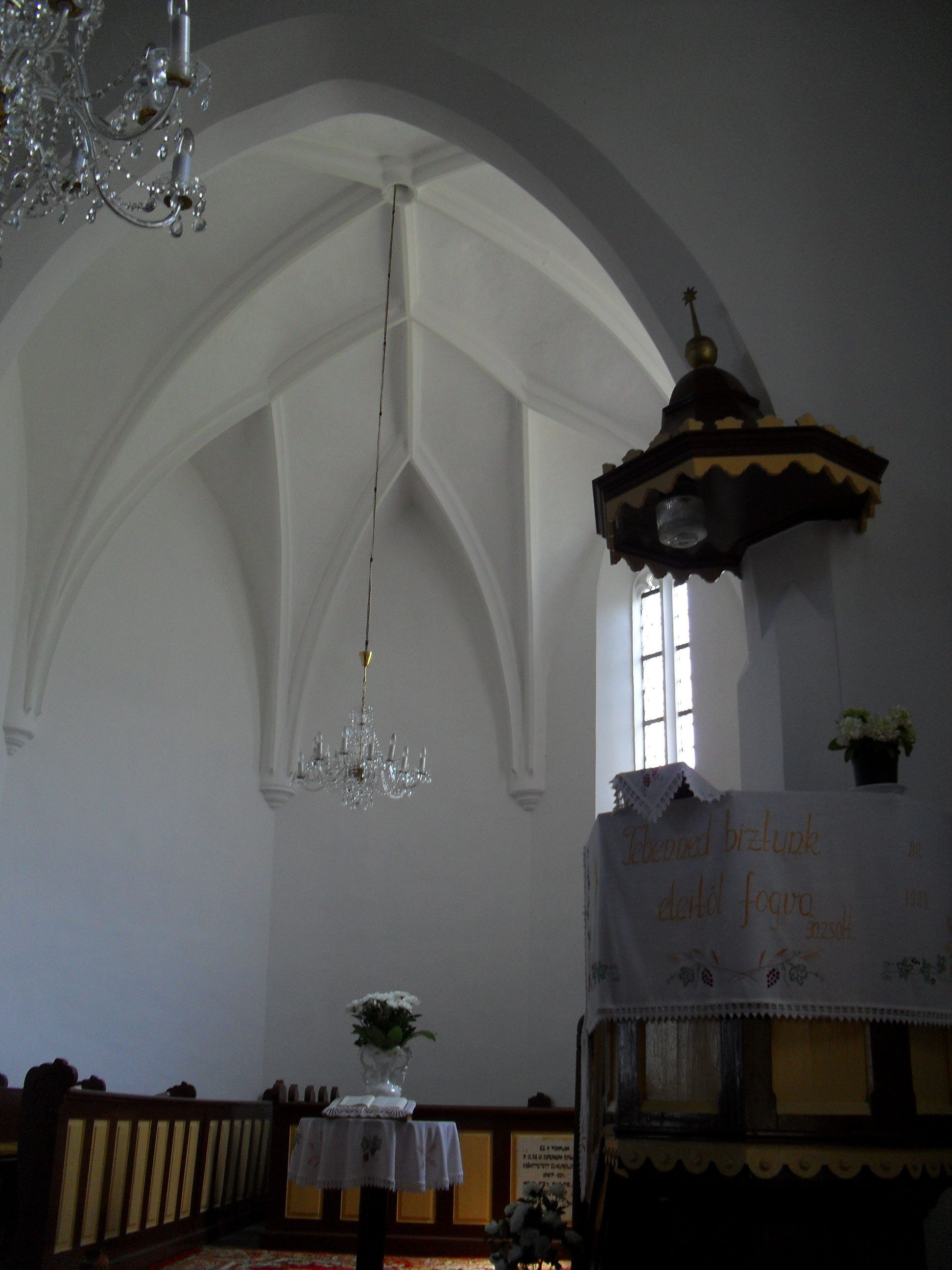
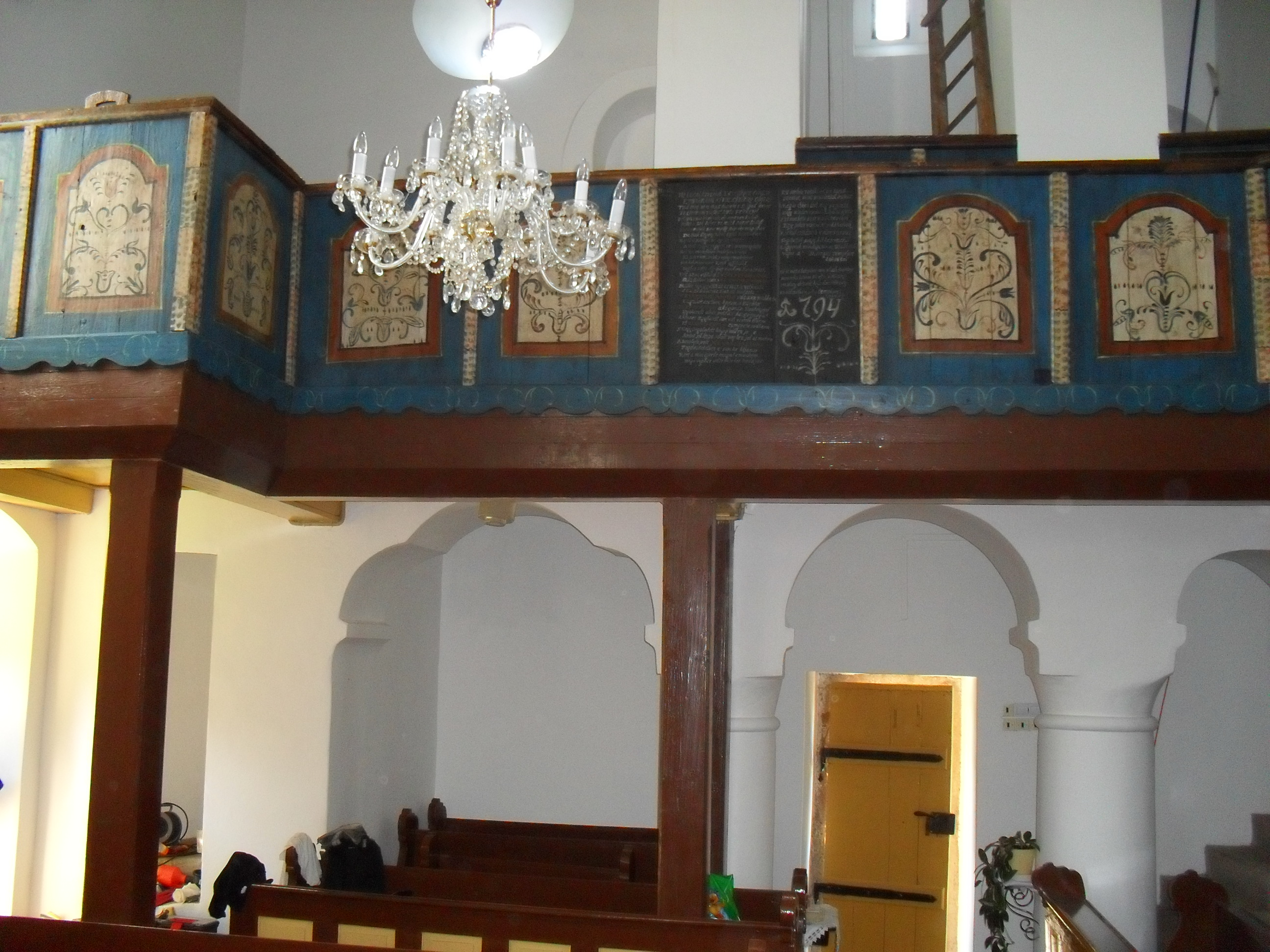
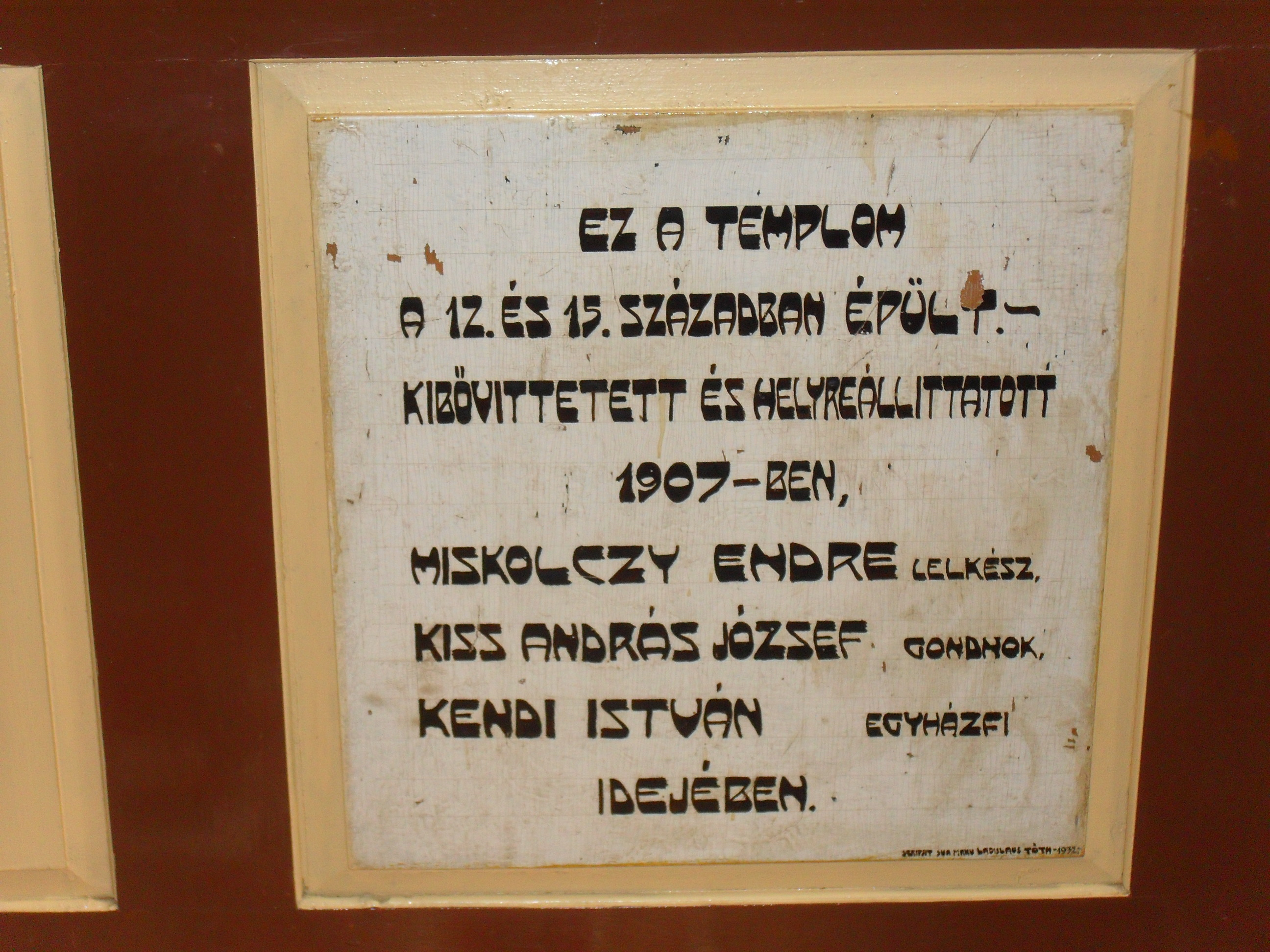
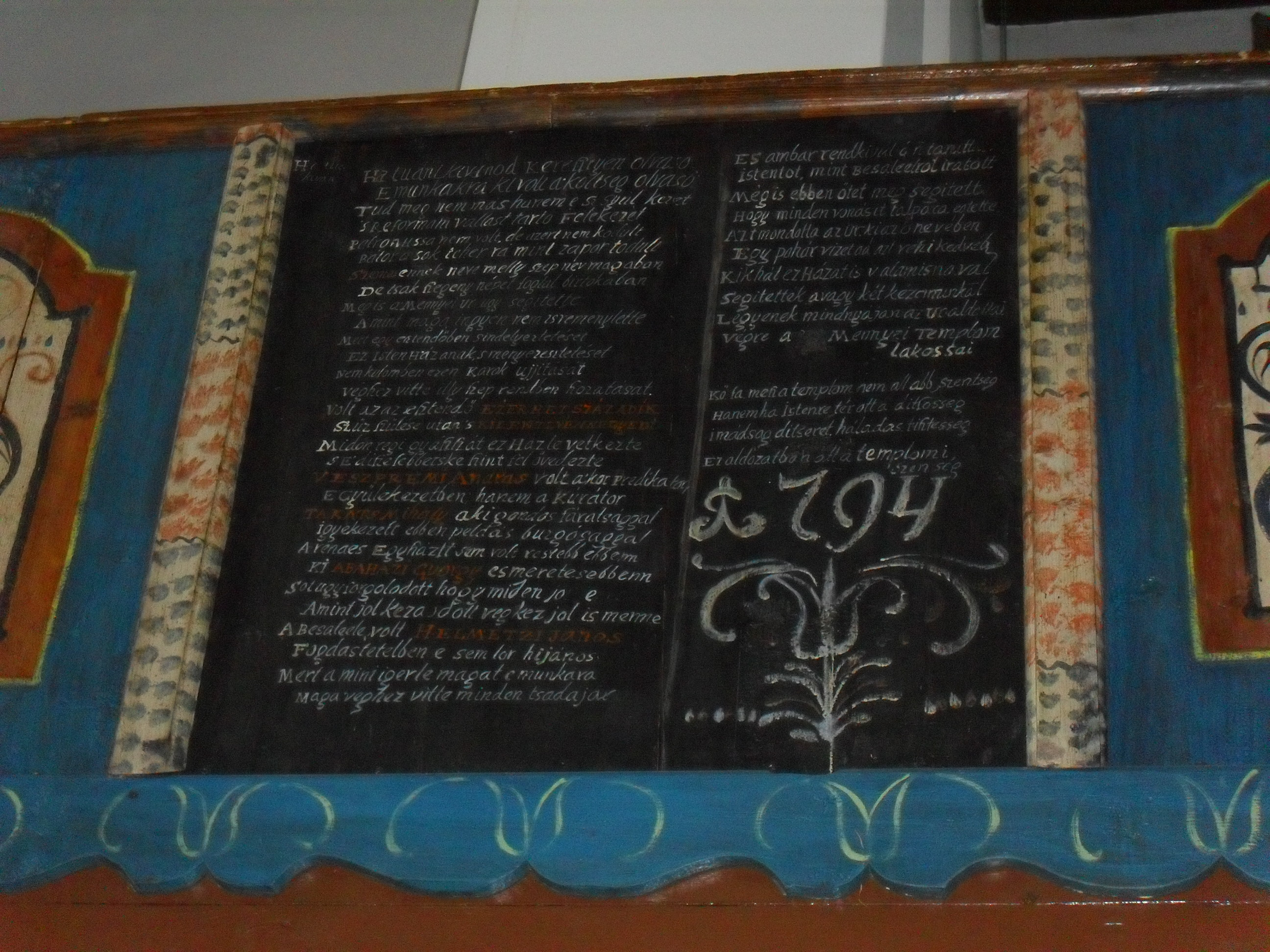
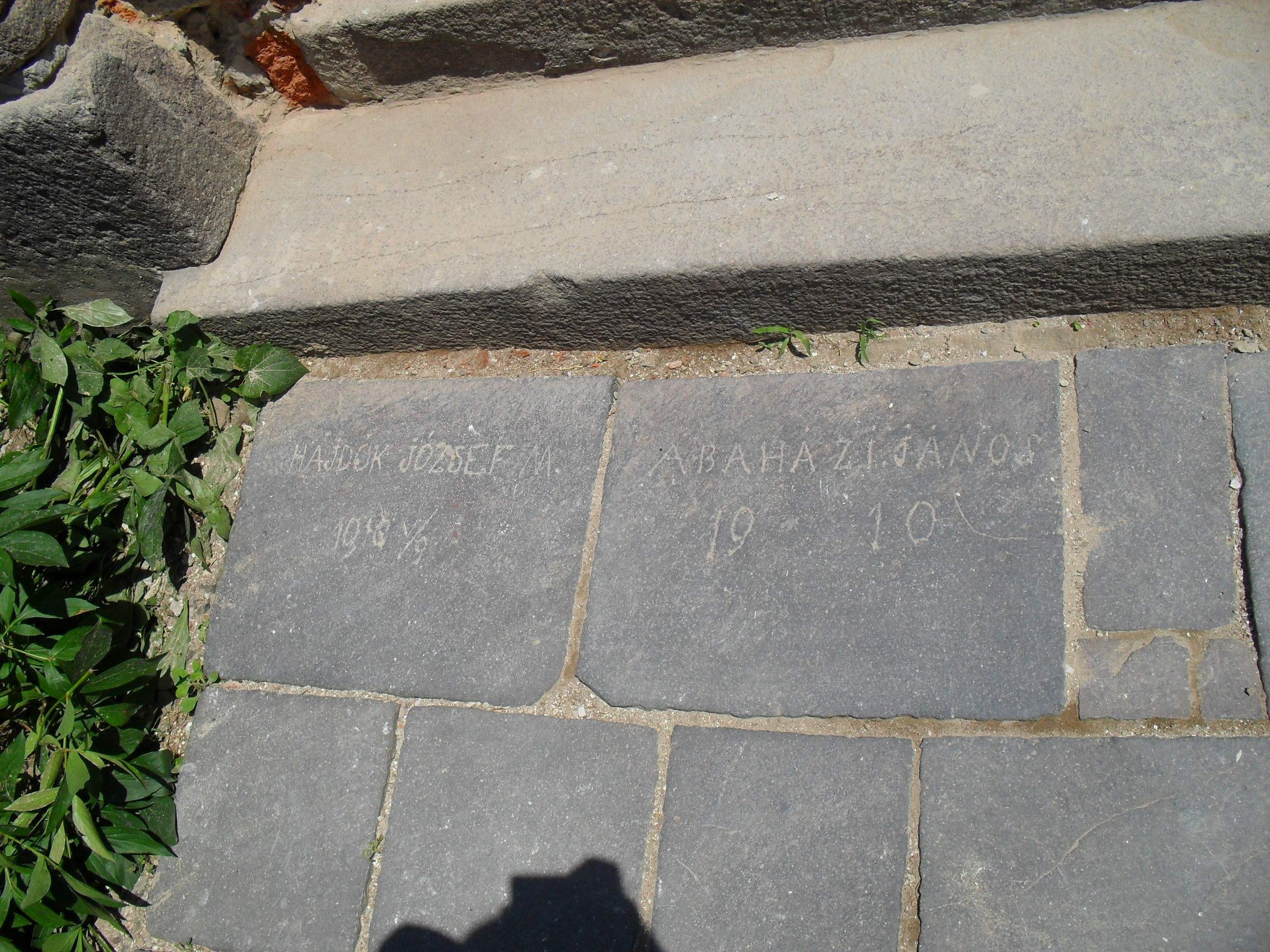
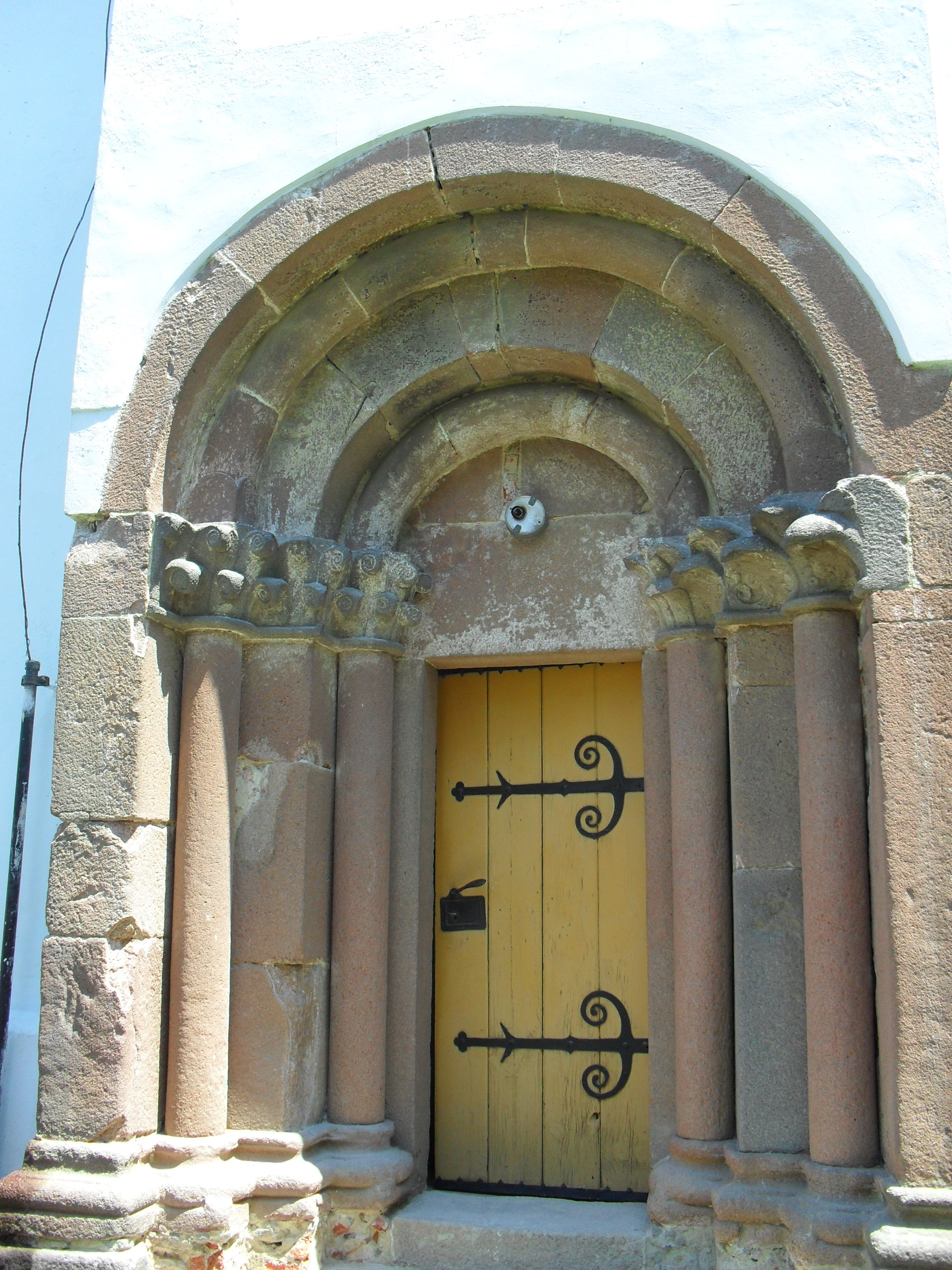